# Discocactus ferricola
Discocactus ferricola es una especie de planta suculenta perteneciente al género Discocactus, dentro de la familia Cactaceae. Se distribuye desde el este de Bolivia hasta el centro-oeste de Brasil (concretamente en el estado de Mato Grosso del Sur) y su ciclo generacional es de 10 años.

## Descripción
Discocactus ferricola es una especie de cactus pequeño que crece de forma solitaria, aunque en ocasiones puede formar grupos mediante brotes laterales y plántulas. Los tallos miden de 8 a 9 cm de alto y de 7 a 25 cm de diámetro. Su forma va de globular plana a globular, tienen la epidermis de color verde pálido a oscuro y sus raíces son ramificadas.

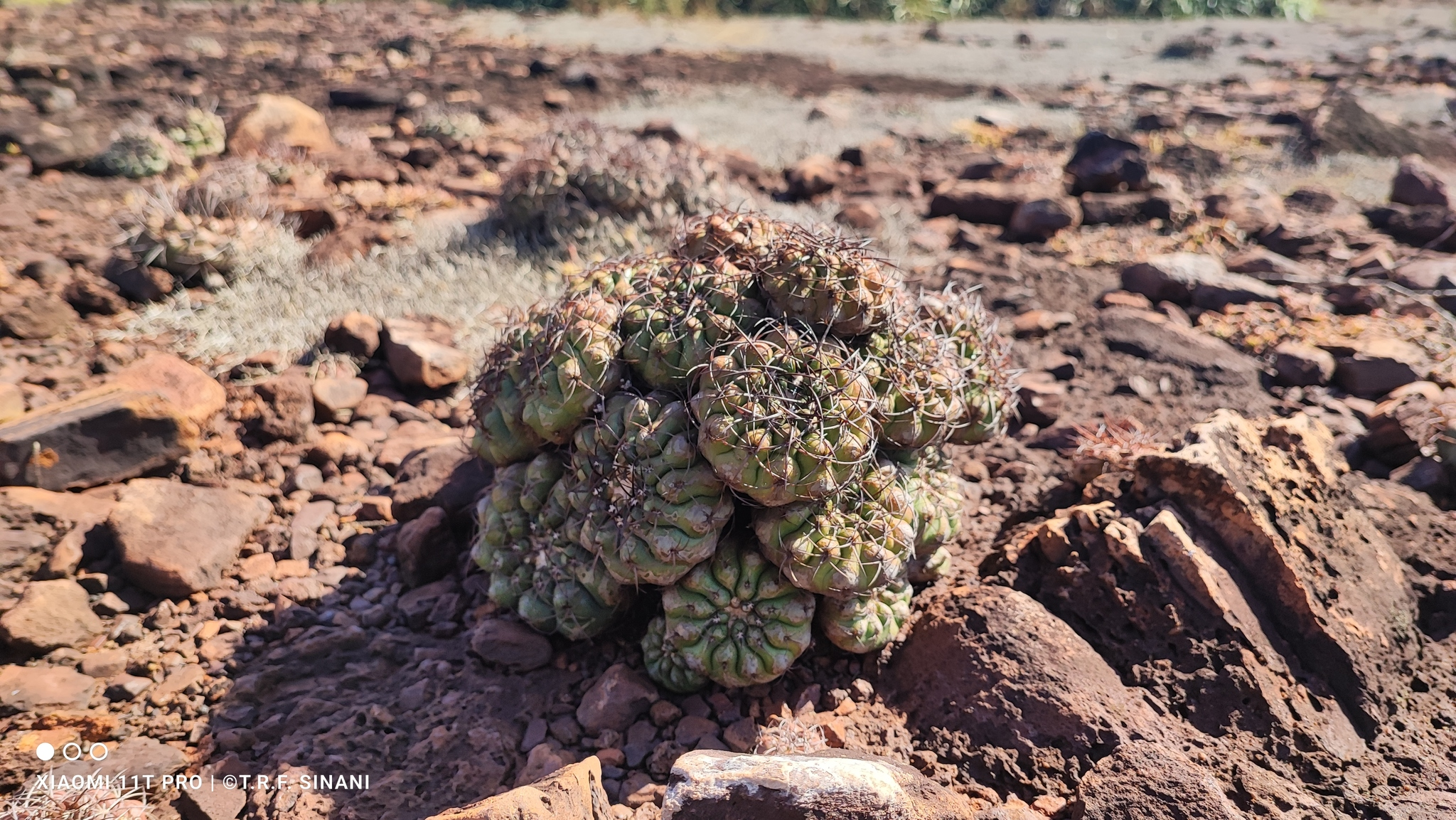
Crecimiento en grupo

Presenta de 11 a 15 costillas bien definidas dispuestas en espiral y divididas en tubérculos con forma globular a romboide. Sobre ellos se asientan de 3 a 6 areolas ovaladas por costilla. Aparecen hundidas y miden 1,5 cm de largo y 0,7 cm de ancho.
Las espinas comienzan siendo amarillentas y gradualmente cambian a marrón rojizo o gris con la edad. Tienden a curvarse hacia atrás y suelen presentar una sola espina central, a veces ausente, que mide entre 3 y 3,5 cm de largo. Las espinas radiales circundantes varían en número de 5 a 9 y miden entre 1,5 y 5 cm de largo, con diámetros que alcanzan hasta 1 milímetro.

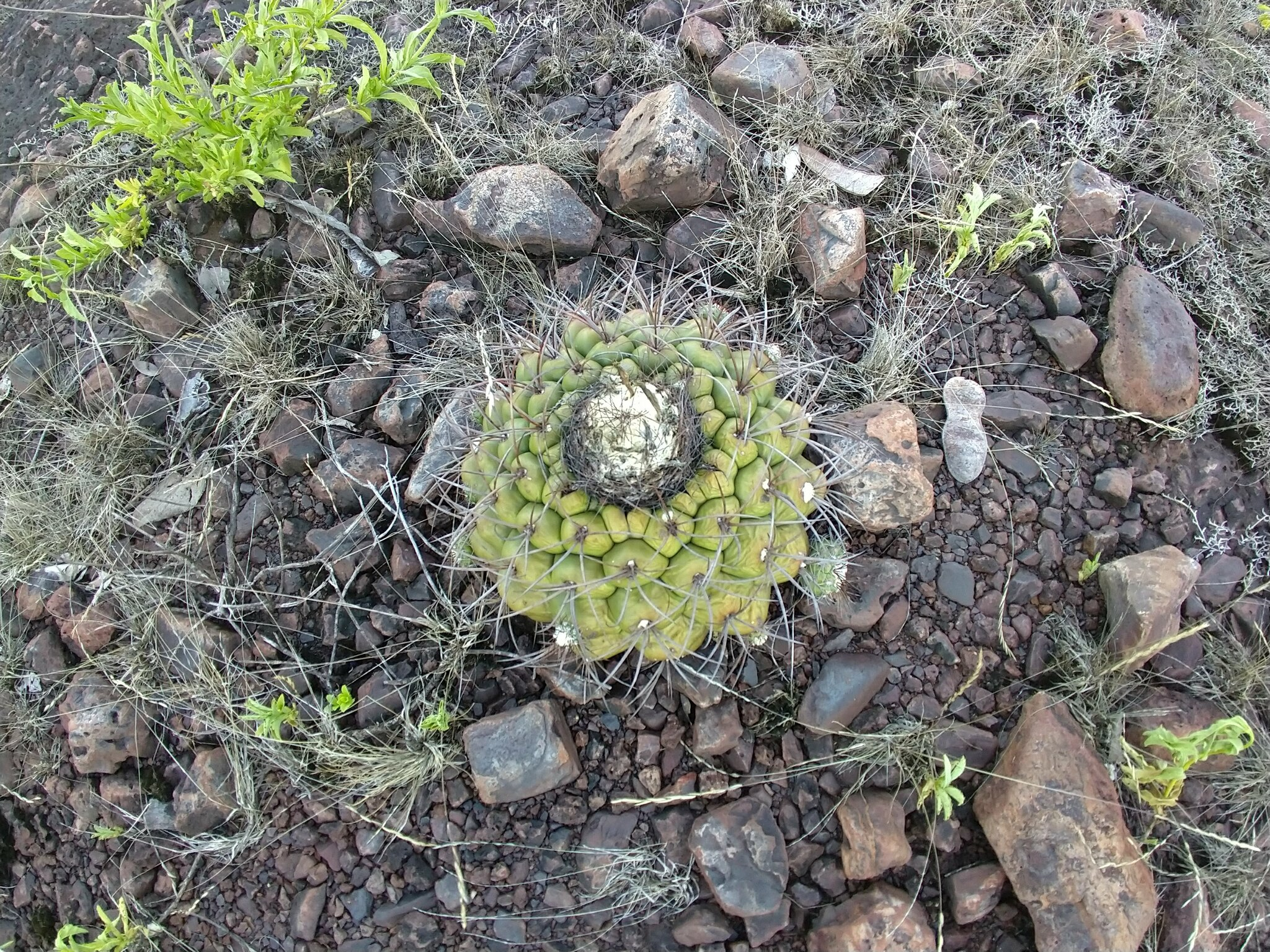
Detalle del cefalio

En el ápice de las planta adultas se forma una estructura lanosa llamada cefalio, el cual mide de 1 a 7 cm de altura y de 1,9 a 6,5 cm de diámetro. Está compuesto por lana blanca y en su margen presenta algunas cerdas de color gris oscuro de hasta 5 cm de longitud. Esta estructura protege el extremo apical más sensible de la planta, tanto de las incidencias del frío nocturno como de las radiaciones ultravioletas demasiado intensas. Además, se cree que este cefalio tiene una función de atracción de polinizadores, ya que incluso antes de aparecer las flores suelen ser muy vistosos.

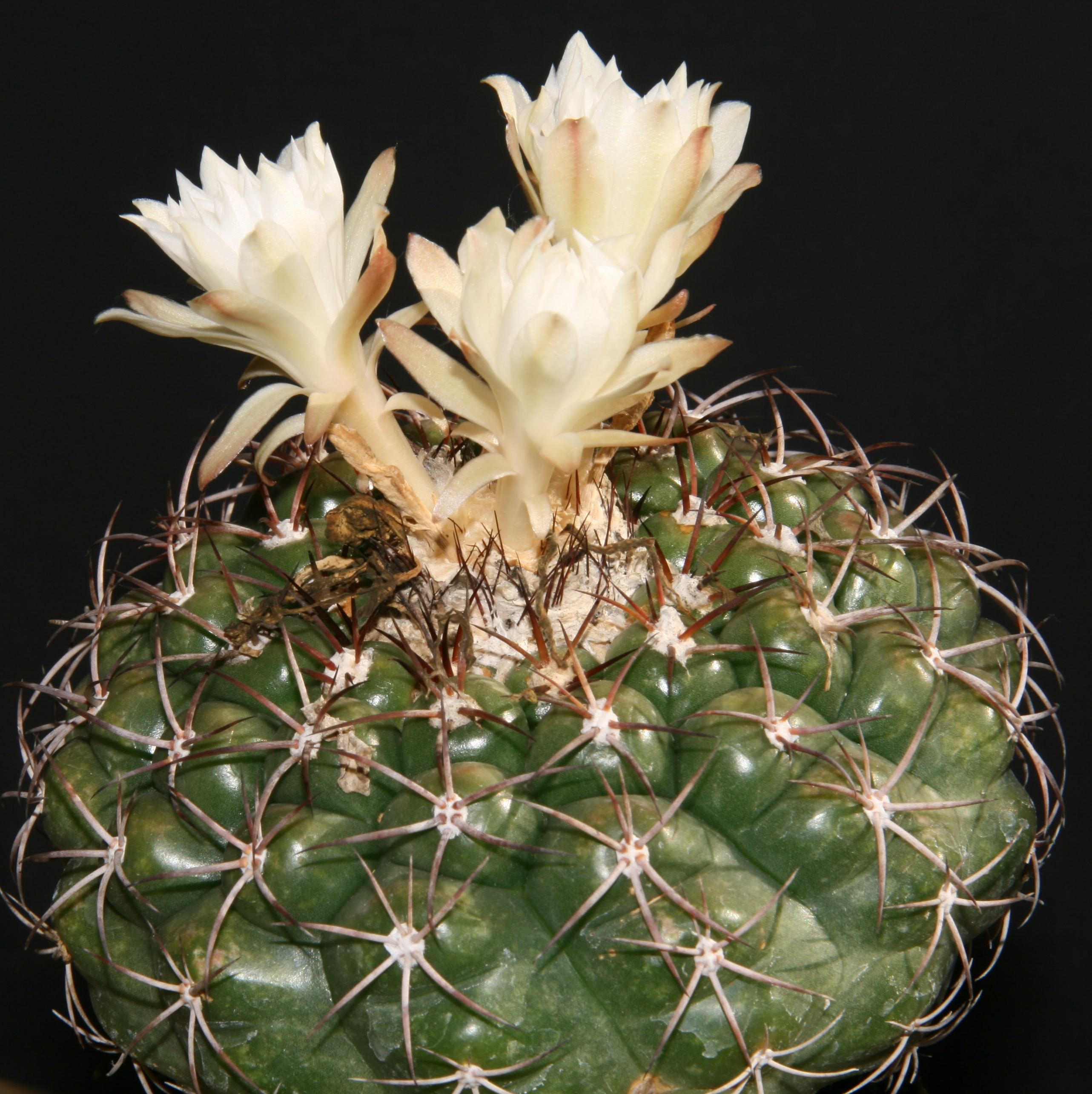
Planta en flor

Las flores son blancas, de aroma dulce (fragantes) y tienen forma tubular. Surgen en el borde del cefalio, se abren por la noche y son polinizadas por polillas. Miden unos 5,5 cm de largo y hasta 3,5 cm de diámetro, y los botones florales son de color marrón verdoso. Su pericarpelo (ovario) aparece desnudo en la base y está cubierto de muy pocas escamas desnudas en sus axilas superiores. 
El tubo floral (receptáculo) es delgado, mide 2,7 cm de largo y tiene escamas de color blanco en el interior, y en el exterior de color marrón verdoso. Los segmentos internos del perianto miden unos 1,8 cm de largo y son de color blanco, y los externos, miden aproximadamente 2,3 cm de longitud y también son blancos.
Los estambres tienen filamentos de 0,3 a 0,6 cm de largo, con anteras color amarillo de 1 mm. El estilo mide 1,7 cm de largo y el estigma presenta hasta 4 lóbulos. En su interior contiene óvulos dispuestos en haces de 2 a 3, con funículos desnudos.
Los frutos son de color blanco a marrón claro y tienen forma de maza. Cuando están maduros se abren longitudinalmente y conservan restos florales persistentes. Miden de 3 a 4 cm de largo y de 0,5 a 0,9 cm de ancho. En su interior contienen semillas negras brillantes y de forma globular. Miden 1,5 mm de diámetro y tienen una testa con tubérculos cortos en forma de pezón.

## Distribución y hábitat
El área de distribución nativa de esta especie abarca desde el este de Bolivia hasta el centro-oeste de Brasil (concretamente en el estado de Mato Grosso del Sur) y crece principalmente en el bioma tropical estacionalmente seco.

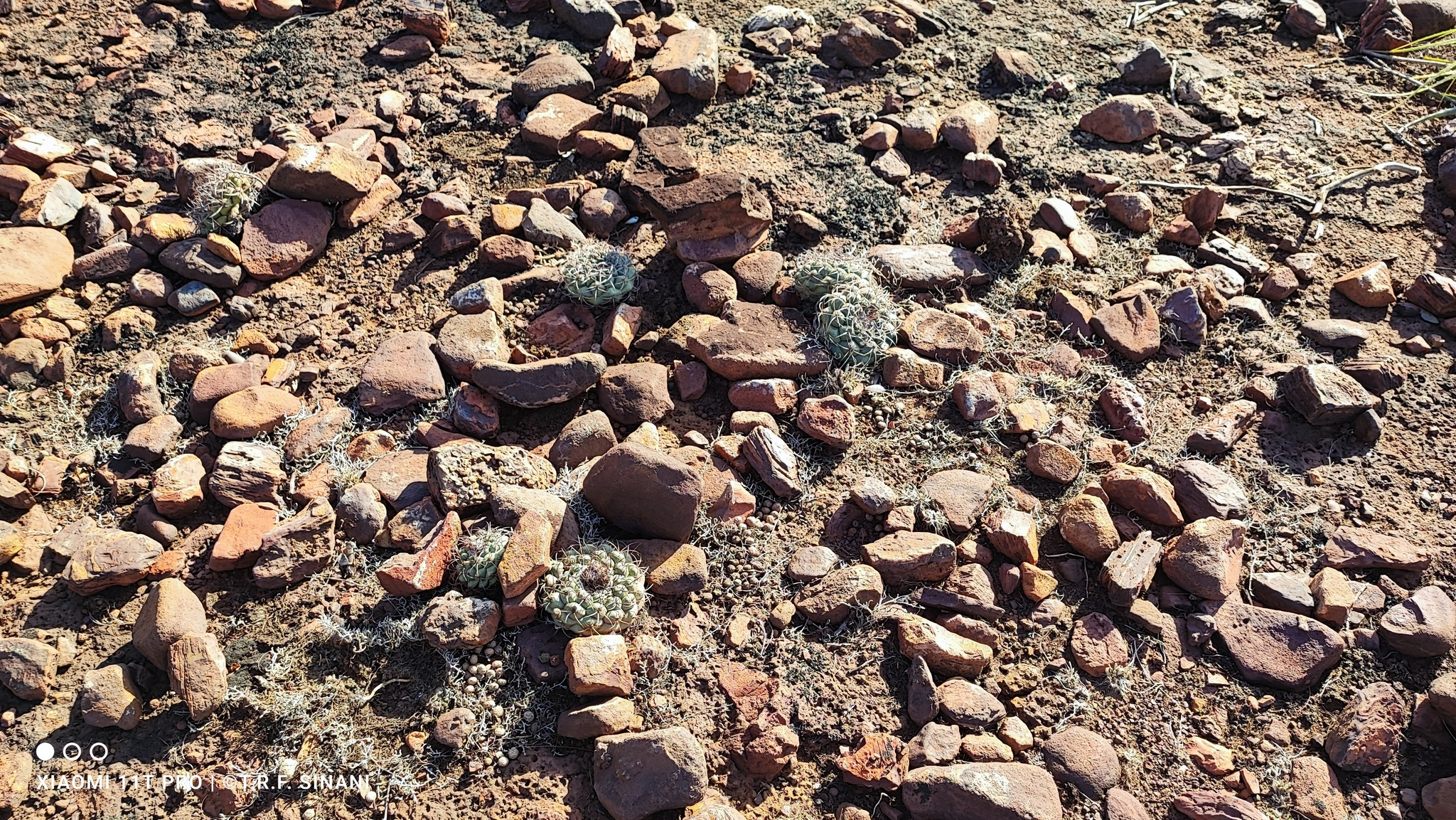
Planta en su hábitat

Habita en afloramientos planos de piedra caliza ricos en minerales de hierro y manganeso, a elevaciones de 100 a 250 metros sobre el nivel del mar.

## Taxonomía
Discocactus ferricola fue descrita por los botánicos neerlandeses Albert Frederik Hendrik Buining y A.J. Brederoo y publicada por primera vez en la revista científica Kakteen und andere Sukkulenten 26: 2 en 1975.

Etimología
- Discocactus: nombre genérico formado a partir de las palabras griegas diskos (que significa 'disco', en el sentido de 'plano') y kaktos (que significa 'cardo' o 'planta espinosa'), haciendo referencia al carácter discoidal y aplanado de la mayoría de sus especies.[7]
- ferricola: epíteto específico que deriva de las palabras latinas ferrum (que significa 'hierro') y cŏla (que significa 'habitante'), haciendo referencia a su presencia en suelos ricos en hierro.[8]

## Estado de conservación
En la Lista Roja de Especies Amenazadas de la UICN, la especie está clasificada como “En Peligro de Extinción (EN)”.
Las principales amenazas que sufre la especie se deben al deterioro del hábitat por efecto de la recolección ilegal, la ganadería, la urbanización y la minería de piedra caliza (especialmente en Bolivia).

## Usos
Se cultiva principalmente como planta ornamental debido a su valor estético. Su propagación se realiza, en la mayoría de los casos, mediante semillas. No obstante, es una especie notoriamente difícil de cultivar, especialmente cuando se mantiene en sus propias raíces, ya que presenta una alta sensibilidad a las heladas. Se recomienda mantenerla a temperaturas superiores a los 15 °C, aunque puede tolerar hasta 8 °C si se encuentra injertada.

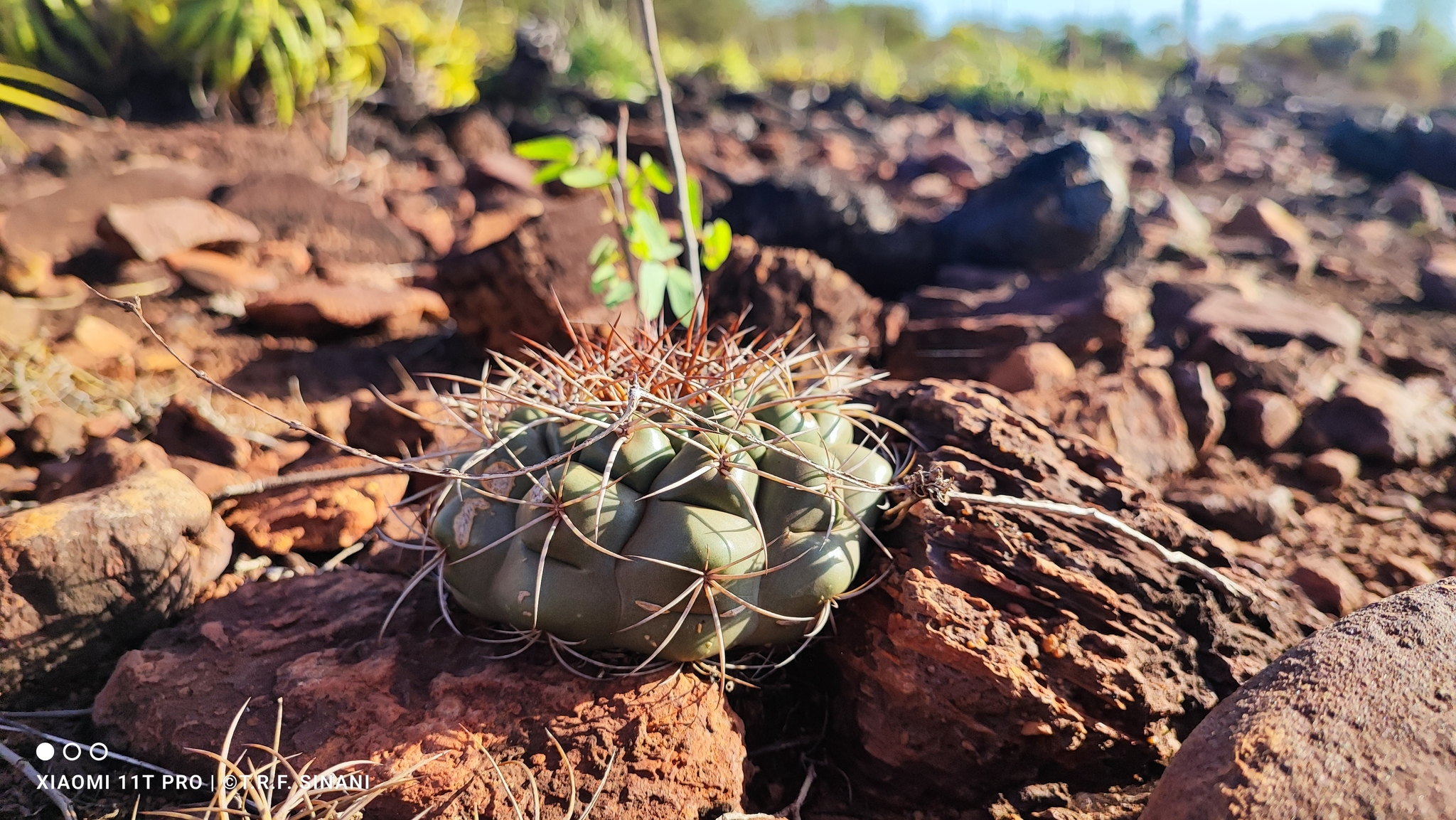
Creciendo entre rocas

Esta especie requiere exposición a pleno sol, aunque puede beneficiarse de sombra parcial durante las horas más calurosas del día. Las plántulas jóvenes se injertan con frecuencia sobre portainjertos más resistentes, debido a su lento crecimiento y a la elevada susceptibilidad a la pudrición radicular. Aunque no tolera periodos prolongados de sequía absoluta, el exceso de riego también resulta perjudicial, ya que su sistema radicular es débil e ineficaz para absorber agua en suelos saturados.
Además, Discocactus ferricola suele mostrar sensibilidad al trasplante y puede requerir un periodo prolongado para adaptarse y establecerse adecuadamente en un nuevo sustrato.